# H.N.I.C. Pt. 2
Albums de Prodigy
Return of the Mac
(2007) Product of the 80's
(2008)
Singles
1. A,B,C's
Sortie : 5 décembre 2007
2. The Life
Sortie : Avril 2008
3. New Yitty
Sortie : Juin 2008
4. Young Veterans
Sortie : Août 2008
5. I Want Out
Sortie : Septembre 2008

H.N.I.C. Pt. 2 est le troisième album studio de Prodigy, sorti le 22 mai 2008.
Cet opus est la suite d'H.N.I.C., le premier album du rappeur ,sorti en 2000. Il est accompagné d'un DVD intitulé Free P, qui contient un clip pour chaque morceau de l'album.
L'album est produit par Havoc (l'autre moitié de Mobb Deep), The Alchemist, Apex et Sid Roams. En invité on retrouve Havoc, Un Pacino, Nyce, Twin Gambino (ex-Infamous Mobb), Cormega et Big Noyd. Le morceau Dirty New Yorker' apparaît comme un titre bonus et est également présent sur la bande son du jeu vidéo Grand Theft Auto IV.
L'album s'est classé 3e au Top R&B/Hip-Hop Albums, 4e au Top Independent Albums et 36e au Billboard 200.

## Liste des pistes

### Édition standard
| No  | Titre                                                         | Contient un (des) sample(s) de | Durée |
| --- | ------------------------------------------------------------- | --- | ----- |
| 1.  | Real Power Is People (Produit par Sid Roams)                  | Yeh Mera Dil Pyar Ka Diwana d'Asha Bhosle                                                                                             | 3:36  |
| 2.  | The Life (Produit par The Alchemist)                          | | 2:47  |
| 3.  | Young Veterans (Produit par The Alchemist)                    | Right or Wrong de Step Ahead | 5:34  |
| 4.  | Illuminati (Produit par The Alchemist)                        | Disruption in World Communications de Synergy I Shot Ya (Remix) de LL Cool J et Prodigy featuring Keith Murray, Fat Joe et Foxy Brown | 3:30  |
| 5.  | New Yitty (Produit par Sid Roams)                             | | 2:38  |
| 6.  | ABC (Produit par Sid Roams)                                   | My Future Waits de Dragonwyck | 3:40  |
| 7.  | Click Clack (featuring Big Twins – Produit par Sid Roams)     | My Camera Never Lies de Bucks Fizz | 2:55  |
| 8.  | Veterans Memorial Pt. 2 (Produit par The Alchemist)           | Trouble, Heartaches & Sadness d'Ann Peebles Just a Matter of Time de Betty Everett                                                    | 4:29  |
| 9.  | Field Marshal P (featuring Un Pacino – Produit par Havoc)     | | 4:27  |
| 10. | 3 Stacks (featuring Big Twins – Produit par Sid Roams)        | | 4:00  |
| 11. | When I See You (Produit par Apex)                             | | 3:11  |
| 12. | It's Nothing (featuring Big Noyd – Produit par Apex)          | | 3:51  |
| 13. | I Want Out (featuring Havoc et Un Pacino – Produit par Havoc) | | 5:11  |

| 14. | ABC (Vox Spanish Remix Teaser) (Produit par Sid Roams) | 2:21 |

| 15. | Represent Me (Produit par The Alchemist)                      | Baby (You Know I'm Gonna Miss You) des Montclairs | 3:31 |
| 16. | Get Trapped (featuring Nyce et Un Pacino – Produit par Havoc) |                                                   | 4:20 |
| 17. | Sleep When I'm Dead (featuring Sid Roams)                     |                                                   | 3:25 |

### Édition Deluxe
| No  | Titre                                                          | Contient un (des) sample(s) de | Durée |
| --- | -------------------------------------------------------------- | --- | ----- |
| 1.  | Real Power Is People (Produit par Sid Roams)                   | Yeh Mera Dil Pyar Ka Diwana d'Asha Bhosle                                                                                             | 3:36  |
| 2.  | The Life (Produit par The Alchemist)                           | Promenade (#4) d'Isao Tomita | 2:47  |
| 3.  | Young Veterans (Produit par The Alchemist)                     | Right or Wrong de Step Ahead | 5:34  |
| 4.  | Illuminati (Produit par The Alchemist)                         | Disruption in World Communications de Synergy I Shot Ya (Remix) de LL Cool J et Prodigy featuring Keith Murray, Fat Joe et Foxy Brown | 3:30  |
| 5.  | New Yitty (Produit par Sid Roams)                              | Unhinged de Jon Newton | 2:38  |
| 6.  | ABC (Produit par Sid Roams)                                    | My Future Waits de Dragonwyck | 3:40  |
| 7.  | Click Clack (featuring Big Twins – Produit par Sid Roams)      | My Camera Never Lies de Bucks Fizz | 2:55  |
| 8.  | Veterans Memorial Pt. 2 (Produit par The Alchemist)            | Trouble, Heartaches & Sadness d'Ann Peebles Just a Matter of Time de Betty Everett                                                    | 4:29  |
| 9.  | Field Marshal P (featuring Un Pacino – Produit par Havoc)      | | 4:27  |
| 10. | 3 Stacks (featuring Big Twins – Produit par Sid Roams)         | | 4:00  |
| 11. | It's Nothing (featuring Big Noyd – Produit par Apex)           | | 3:51  |
| 12. | I Want Out (featuring Havoc et Un Pacino – Produit par Havoc)  | | 5:07  |
| 13. | ABC (Vox Spanish Remix Teaser) (Produit par Sid Roams)         | | 2:21  |
| 14. | Get Trapped (featuring Nyce et Un Pacino – Produit par Havoc)  | | 4:20  |
| 15. | When I See You (Remix) (featuring Cormega – Produit par Apex)  | | 4:06  |
| 16. | The Dough (Produit par The Alchemist)                          | In Way Over My Heart de Stevie Woods                                                                                                  | 3:11  |
| 17. | Represent Me (Produit par The Alchemist)                       | | 3:31  |
| 18. | Sleep When I'm Dead (Produit par Sid Roams)                    | | 3:25  |
| 19. | Dirty New Yorker (featuring Havoc – Produit par The Alchemist) | Flowers in the Night de Paul Kantner, Grace Slick et David Freiberg                                                                   | 4:06  |